# TeleCuraçao
TeleCuraçao (Call sign: PJC-TV) là một đài truyền hình phát sóng bằng tín hiệu analog trên NTSC, kênh 8 ở Curaçao, với một bộ lặp ở Bonaire trên kênh 16. Đài được thành lập vào ngày 31 tháng 7 năm 1960, là đài truyền hình đầu tiên của Antille thuộc Hà Lan. Đài truyền hình Mỹ Gerald Bartell đã thành lập đài với sự hỗ trợ của chính quyền địa phương và sự hỗ trợ Telearuba 13 sau này. Tại một thời điểm, đài đã mở rộng ra khắp đảo ABC còn lại với các bộ lặp (chẳng hạn như ở Aruba).
Ban đầu, đài chủ yếu phát sóng phim của Hoa Kỳ (chẳng hạn như Gunsmoke), với tin tức địa phương. Tuy nhiên, ngày nay, họ đang dần dần bắt đầu sản xuất ngày càng nhiều chương trình của riêng mình, để ít phụ thuộc vào những chương trình từ Hoa Kỳ hơn và phục vụ nhiều hơn theo thị hiếu địa phương.
Là một phần của việc chuyển đổi truyền hình kỹ thuật số ở Curaçao vào năm 2013, TeleCuraçao đã thêm một mô phỏng kỹ thuật số trên UHF 26 trong DVB-T, với hai kênh con được bổ sung thêm.